# Ismail Ahmed Ismail
Ismail Ahmed Ismail, né le 10 septembre 1984 à Khartoum, est un athlète soudanais spécialiste du 800 mètres. En 2008, aux Jeux de Pékin, il devient le premier sportif soudanais de l'histoire à remporter une médaille olympique en terminant deuxième de la finale du 800 m.

## Biographie
Né en 1984 à Halfa au Soudan, Ismail Ahmed Ismail est le deuxième d'une fratrie de 6 enfants. Il découvre l'athlétisme à l'école primaire et remporte rapidement des trophées scolaires au niveau national sur 3 000 m. Sur les conseils de son entraineur, l'ancien coureur de fond Omer Khalifa, il décide d'évoluer sur des distances plus courtes. En 2000, il participe aux séries du 800 m des Championnats du monde junior de Santiago du Chili et remporte la médaille d'argent des Championnats arabes. L'année suivante, sur 1 500 m, il est éliminé au premier tour des Mondiaux en salle de Lisbonne. Cinquième des Championnats du monde junior en 2002, il ne parvient pas à obtenir les minima chronométriques pour les Mondiaux seniors de Paris en 2003. Pour sa première participation à une grande compétition internationale, Ismail Ahmed Ismail se qualifie pour la finale du 800 m des Jeux olympiques d'été de 2004 d'Athènes, terminant huitième et dernier de la course. À court de forme l'année suivante, il doit renoncer aux Championnats du monde d'Helsinki en 2005 et voit ses saisons 2006 et 2007 compromises à cause d'une blessure récurrente à la cuisse.
Trois semaines avant les Jeux olympiques de 2008, Ismail améliore son record personnel du 800 m en 1 min 44 s 34, lors du Meeting Herculis de Monaco. À Pékin, il remporte la médaille d'argent du 800 m, terminant à cinq centièmes de secondes du vainqueur, le Kényan Wilfred Bungei, mais devançant le champion du monde 2007 Alfred Yego. Ismail devient à cette occasion le premier médaillé olympique soudanais de l'histoire.

## Palmarès

### Jeux olympiques
- Jeux olympiques de 2008 à Pékin :
  -  Médaille d'argent du 800 m.

### Championnats d'Afrique
- Championnats d'Afrique 2004 à Brazzaville :
  -  Médaille de bronze du 800 m.
- Championnats d'Afrique 2006 à Bambous :
  -  Médaille d'argent du 800 m.